# Crédit Agricole
Crédit Agricole SA (CASA) (Euronext: ACA) là tập đoàn ngân hàng bán lẻ lớn nhất tại Pháp, lớn thứ hai tại châu Âu và lớn thứ 8 thế giới theo tiêu chí vốn bậc 1 (tiếng Anh: Tier 1 capital), theo tạp chí The Banker magazine. Tập đoàn này cũng là một phần của chỉ số thị trường chứng khoán CAC 40.
Tập đoàn này là nhà tài trợ chính cho một đội đua xe đạp nhà nghề (Crédit Agricole) từ 1997 tới 2008. Hiện tập đoàn này đang là nhà tài trợ cho nhà vô địch World Cup 2018 - đội tuyển Pháp

## Cơ cấu tập đoàn
Crédit Agricole SA là một ngân hàng bán hợp tác, đa số cổ phần thuộc sở hữu của 41 Caisses Régionales de Crédit Agricole Mutuel Pháp. Các đơn vị trực thuộc có:
- Crédit Agricole Corporate and Investment Bank (trước đây gọi là Calyon), bộ phận ngân hàng đầu tư của Crédit Agricole.
- Calyon Financial, môi giới các thương vụ hợp đồng mua bán trước và mua bán kỳ hạn cho các nhà đầu tư.
- CLSA, bộ phận môi giới chứng khoán châu Á.
- Predica và Pacifica, bộ phận bảo hiểm
- LCL (trước đây là Crédit Lyonnais), ngân hàng bán lẻ toàn quốc được tập đoàn này mua lại năm 2003.

### Các dịch vụ chính
- Ngân hàng bán lẻ trong nước
- Dịch vụ ngân hàng bán lẻ quốc tế
- Dịch vụ tài chính chuyên trách
- Ngân hàng, bảo hiểm, quản lý tài sản
- Đầu tư